# Little Bo-Peep
«Малышка Бо-Пи́п» или (англ. «Little Bo-Peep» или «Little Bo-Peep has lost her sheep») — английское детское стихотворение (песенка). В «Индексе народных песен Роуда» (англ. Roud Folk Song Index) ей присвоен номер 6487.

## Сюжет
Девочка по имени Бо-Пип потеряла своих овечек. Вскоре они вернулись к ней, но хвостиков у них не было. Позже она нашла и хвосты: овечки оставили их сушиться на дереве.

## История
Самая первая записанная версия песенки была найдена в рукописи, относящейся к 1805 году; в ней опубликован только первый куплет (англ.). В ней содержится отсылка к популярной в XVI веке детской игре bo-peep (в том числе описанной в пьесе Шекспира «Король Лир» (акт I, сцена IV)), в которой bo-peep — предположительно отсылка к детской игре «Ку-ку» (англ. Peekaboo) (англ.), но свидетельств о том, что собственно песенка существовала до XVIII века, нет (англ.). Полная записанная версия песенки опубликована в 1810 году в самой первой печатной версии книги Gammer Gurton’s Garland or The Nursery Parnassus (англ.). 

Идиома to play bo-peep была известна ещё в XIV веке и означала стояние у позорного столба. Так, например, в 1364 году хозяйка пивной Элис Костон за обсчёт клиентов была приговорена к позорному столбу («play bo pepe thorowe a pillery») (англ.). А в одной английской балладе XV века рядом с этой идиомой уже упоминаются и «овцы»: «Halfe England ys nowght now but shepe // In every corner they play boe-pepe». (англ.)

## Культурные аллюзии
- Как отмечается в примечаниях к русскому переводу «Алисы в Стране чудес», в этой книге использован тот же приём «отчуждения», что и в стихотворении о малютке Бо-Пип (выросшая Алиса представляет себе, как она будет отправлять по почте подарки своим ногам).[2]
- Бенни Хилл дважды использовал стихотворение о Бо-Пип для пародий в своём шоу. В одном из выпусков 1965 года сюжет был использован для пародий на сериал Bonanza, детективный сериал Z Cars, программу новостей Tonight и шекспировский монолог[7]. В другом выпуске (1973 года) были показаны пародии на монолог из шекспировской пьесы, криминальную хронику, репортаж с места происшествия, а также на шведский эротический фильм и американский сериал Ironside[8].
- Один из персонажей анимационного фильма «История игрушек» — фарфоровая кукла Бо-Пип, одетая в белое и розовое платье и носящая пастуший посох.